# Rhys Hoskins
Rhys Dean Hoskins (né le 17 mars 1993 à Sacramento, Californie, États-Unis) est un joueur de premier but des Brewers de Milwaukee de la Ligue majeure de baseball.

## Carrière

### Phillies de Philadelphie
Joueur des Hornets de l'université d'État de Californie à Sacramento, Rhys Hoskins est choisi par les Phillies de Philadelphie au 5e tour de sélection du repêchage de 2014.
Il fait ses débuts dans le baseball majeur le 10 août 2017 avec Philadelphie. Normalement joueur de premier but dans les ligues mineures, il joue comme voltigeur de gauche à ce premier match, face aux Mets de New York. Il fait des débuts remarqués pour les Phillies et frappe 9 circuits à ses 16 premiers matchs dans les majeures, ce que personne n'avait accompli aussi rapidement depuis la saison 1913. À son 17e match, il devient le joueur ayant atteint les 10 circuits le plus rapidement dans les majeures, éclipsant le record de 10 circuits en 21 matchs établi par George Scott en 1966 et Trevor Story en 2016. Avec 11 circuits, une moyenne au bâton de ,307 et une moyenne de puissance de ,747 à ses 22 premiers matchs dans les majeures, Hoskins est élu meilleure recrue du mois d'août 2017 dans la Ligue nationale.
Hoskins frappe 18 circuits en 2017. Ils sont tous frappés lors d'une période de 30 matchs du 14 août au 14 septembre.

### Brewers de Milwaukee
Le 26 janvier 2024, Rhys Hoskins s’engage avec les Brewers de Milwaukee pour deux ans et 34 millions de dollars.